# Ed Birch
Ed Birch ist ein britischer Schauspieler.

## Leben
Birch debütierte 2012 als Fernsehschauspieler in einer Episode der Fernsehserie Casualty. Im selben Jahr trat er außerdem als Episodendarsteller in der Fernsehserie Silk – Roben aus Seide auf und spielte in zwei Episoden der Fernsehdokuserie Die dunkle Seite der Wissenschaft in jeweils unterschiedlichen Rollen auf. Außerdem spielte er noch im selben Jahr die wiederkehrende Rolle des Harry in der Fernsehserie The Bletchley Circle. 2014 war er in zwei Episoden der Fernsehserie Sherlock in der Rolle des Tom zu sehen und feierte im selben Jahr sein Filmschauspieldebüt im Fernsehfilm Kerry. 2015 folgten Rollen in den Fernsehfilmen Der Fall Eichmann und Casanova sowie in einer Episodenrolle in der Fernsehserie Inspector Barnaby.
2016 spielte Birch als Direktor Walter in der Filmproduktion Ihre beste Stunde – Drehbuch einer Heldin mit. 2018 verkörperte er in The Hurricane Heist die Rolle des Frears. Des Weiteren hatte er eine Besetzung in einer Episode der Fernsehserie The Alienist – Die Einkreisung und eine Rollenbesetzung im Film Geheimnis eines Lebens inne. 2018 spielte er außerdem im Netflix Original The Last Kingdom in sechs Episoden als Sigebriht mit. Zwei Jahre später spielte er in der Fernsehserie The Singapore Grip die Rolle des Brooke Popham Aide und war im Blockbuster Wonder Woman 1984 zu sehen. Eine größere Rolle spielte er 2021 in Gunpowder Milkshake. Von 2021 bis einschließlich 2023 stellte er in insgesamt 8 Episoden der Netflix-Serie The Witcher die Rolle des Königs Vizimir of Redania dar, der gegen Ende der 3. Staffel den Serientod fand.

## Filmografie (Auswahl)
- 2012: Casualty (Fernsehserie, Episode 26x29)
- 2012: Silk – Roben aus Seide (Silk, Fernsehserie, Episode 2x04)
- 2012: The Bletchley Circle (Fernsehserie, 3 Episoden)
- 2012: Die dunkle Seite der Wissenschaft (Dark Matters: Twisted But True, Fernsehdokuserie, 2 Episoden, verschiedene Rollen)
- 2014: Sherlock (Fernsehserie, 2 Episoden)
- 2014: Charity (Kurzfilm)
- 2014: Utopia (Fernsehserie, Episode 2x01)
- 2014: Kerry (Fernsehfilm)
- 2015: Der Fall Eichmann (The Eichmann Show, Fernsehfilm)
- 2015: Inspector Barnaby (Midsomer Murders, Fernsehserie, Episode 17x01)
- 2015: Casanova (Fernsehfilm)
- 2015: Life in Squares (Miniserie, 3 Episoden)
- 2016: Harley & the Davidsons – Legende auf zwei Rädern (Harley and the Davidsons, Fernsehserie, 2 Episoden)
- 2016: Ihre beste Stunde – Drehbuch einer Heldin (Their Finest)
- 2016: The Baby Shower (Kurzfilm)
- 2017: Amazon Adventure
- 2018: The Hurricane Heist
- 2018: The Alienist – Die Einkreisung (The Alienist, Fernsehserie, Episode 1x07)
- 2018: Geheimnis eines Lebens (Red Joan)
- 2018: The Last Kingdom (Fernsehserie, 6 Episoden)
- 2020: The Singapore Grip (Fernsehserie, 5 Episoden)
- 2020: Wonder Woman 1984
- 2021: Cruella
- 2021: The Girlfriend Experience (Fernsehserie, Episode 3x07)
- 2021: Gunpowder Milkshake
- 2021: Royal Bastards: Rise of the Tudors (Miniserie, Episode 1x02)
- 2021–2023: The Witcher (Fernsehserie, 8 Episoden)
- 2023: Foundation (Fernsehserie, Episode 2x05)